# 이탈리아 배구 국가대표팀
이탈리아 배구 국가대표팀(이탈리아어: Nazionale di pallavolo dell'Italia)은 이탈리아를 대표하여 국가대항전에 참가하는 배구 국가대표팀으로 이탈리아 배구 연맹에 의해 운영된다. 1990년대와 2000년대 세계 배구를 지배한 국가대표팀 중 하나로 올림픽 3회 준우승, 세계 선수권 대회 3회 우승을 차지했다.